# Реконструкция Юга
Реконструкция Юга (англ. Reconstruction era) — период в истории США после окончания Гражданской войны, с 1865 по 1877 годы, в который происходила реинтеграция проигравших в войне южных штатов Конфедерации в состав США и отмена рабовладельческой системы на всей территории страны.
В истории США под термином реконструкция подразумевают, во-первых, исторический период после Гражданской войны между Севером и Югом, а во-вторых, преобразование Юга в период примерно с 1865—1866 по 1877 годы с изменением структуры власти и общества в бывшей Конфедерации. Три принятые к Конституции поправки повлияли на всю страну. В разных южных штатах реконструкция началась и закончилась в разное время; в конце концов, завершением этого процесса в целом считается компромисс 1877 года.
Реконструкция обсуждалась ещё во время войны, но по-настоящему она началась после издания Прокламации об освобождении рабов 1 января 1863 года. Политика Реконструкции была осуществлена после того, как рабовладельческий Юг оказался полностью во власти федеральной армии. Президент Авраам Линкольн во время войны создал реконструкционное правительство в нескольких южных штатах — Теннесси, Арканзасе и Луизиане, и предоставил бывшим рабам земли в Южной Каролине.
После убийства Линкольна президент Эндрю Джонсон пытался следовать политике своего предшественника и летом 1865 года назначил новых губернаторов. Вскоре он заявил, что цели войны — национальное единство и ликвидация рабства — были достигнуты, и, следовательно, реконструкция завершена. Однако республиканцы в Конгрессе отказались признать «мягкую» политику Джонсона (объявившего себя независимым политиком и президентом) и принять в свой состав новых членов Конгресса от Юга. Победа радикального крыла республиканцев в 1866 году на выборах в Конгресс дала им достаточно мест в палате представителей, чтобы преодолеть вето Джонсона и в 1867 году начать «радикальную реконструкцию». Ввиду желания радикалов партии республиканцев принимать экстремальные методы для Юга США были осуществлены попытки голосования за импичмент Эндрю Джонсона, провалившиеся из-за отсутствия лишь одного голоса в Сенате. За мягкую политику Джонсона обвиняли в предательстве. Конгресс отстранил от власти все гражданские органы местного самоуправления в южных штатах и передал все их полномочия военным. Новые выборы были проведены под контролем армии, а лицам, ранее участвовавшим в органах власти Конфедерации, было запрещено выставлять свои кандидатуры.
В большинстве южных штатов после этого в органах местного самоуправления оказались и представители чернокожих жителей. В ответ на это на Юге появились многочисленные тайные расистские организации, в том числе Ку-клукс-клан, осуществлявшие политику террора и насилия.
Неудачи республиканских властей усугубил экономический кризис 1873 г. В конце концов республиканские правительства потеряли поддержку избирателей южных штатов, и к власти на Юге вернулись демократы.
В 1877 г. участие армии в государственном управлении на Юге было прекращено. Демократические правительства южных штатов не восстановили рабовладение, но приняли дискриминационные законы, называемые законами Джима Кроу. В результате чернокожие жители стали гражданами второго сорта, и в общественном мнении по-прежнему господствовали расистские принципы превосходства белых. Монополия демократической партии на власть на территории Монолитного Юга продолжалась после этого до 1960-х годов.

## Освобождение рабов
В августе 1861 г. президент Линкольн подписал первый закон о конфискации имущества рабовладельцев мятежных штатов Юга. В июле 1862 г. за ним последовал ещё один такой закон. Они оговаривали лишение мятежников прав на владение рабами и землями при том условии, если они продолжают сопротивление федеральным властям. Однако когда генерал Фримонт, командующий вооружёнными силами США в рабовладельческом штате Миссури, не присоединившемся к Конфедерации, объявил там военное положение и конфисковал собственность граждан, воевавших на стороне Конфедерации, Линкольн отменил его решения и отстранил его от должности. Этот шаг президент объяснял необходимостью сохранить лояльность рабовладельческих штатов, остававшихся в составе США (Миссури, Кентукки, Мэриленд и Делавэр). В мае 1862 г. то же самое произошло и с генералом Хантером, пытавшимся освободить рабов мятежных штатов Южная Каролина, Джорджия и Флорида. На тот момент Линкольн ограничился лишь освобождением рабов в федеральном округе Колумбия. Рабы, освобождавшиеся согласно подписанным им законам, могли быть приняты в армию и воевать против своих бывших хозяев, граждан Конфедерации, с оружием в руках.
Программа Линкольна по освобождению рабов на всей территории США предусматривала денежную компенсацию их владельцам за счёт средств федерального бюджета. Чтобы компенсации не стали чрезмерным финансовым бременем, Линкольн хотел, чтобы освобождение рабов происходило медленно и постепенно, в течение приблизительно двадцати лет. Однако рабовладельческие штаты не проявили интереса к программе Линкольна. Для разрешения проблемы будущего освобождённых рабов, которые могли в дальнейшем подвергнуться преследованиям на территории США, в 1863 г. Линкольн пытался организовать для них программы устройства колоний за пределами США (на Гаити и в Панаме), но они не пользовались успехом и, в конце концов, Линкольн от них отказался.
Согласно Прокламации об освобождении рабов, подготовленной Линкольном во второй половине 1862 г., объявлялись свободными все рабы десяти мятежных штатов. Вместе с тем, четыре рабовладельческих штата, оставшихся в составе США (Миссури, Кентукки, Мэриленд и Делавэр), в Прокламации не упоминались, и ряд графств некоторых других штатов также исключался из сферы её действия. Прокламация лишь делала обязательным освобождение рабов, которое могло быть осуществлено по мере оккупации южных штатов федеральной армией согласно ранее принятым конфискационным законам. В результате многие рабы, освобождённые на территории Конфедерации, вступали в федеральную армию, пополняя её ряды.
В 1863 г. отвоёванный у Конфедерации штат Луизиана получил от президента амнистию. Хотя рабы были освобождены, их обязали ещё в течение года работать на плантациях за плату 10 долларов в месяц. Когда всего 10 % мятежников принесли присягу Соединённым Штатам, президент разрешил провести в штате выборы и прислать своих представителей в Конгресс. Но Конгресс отказался принять представителей от Луизианы до тех пор, пока большинство местных жителей не присягнут США.
Формальное освобождение рабов не означало автоматической легализации ранее запрещённых браков между белыми и цветными — такие браки по-прежнему были запрещены, дети из таких семей могли быть изъяты властями под предлогом «предоставления им хорошего присмотра и жилья до достижения совершеннолетия» (на самом деле этих детей использовали как бесплатных работников).
В январе 1865 г., когда война подходила к концу, Конгресс принял тринадцатую поправку к Конституции США, запретившую рабство на всей территории страны. Её ратификация большинством штатов прошла в течение того же года.
В марте 1865 г. федеральные власти создали специальное бюро помощи освобождённым рабам и белым беженцам с Юга. Финансируемое республиканцами, это бюро предоставляло беженцам пищу, одежду, топливо, помогало в поисках работы, поддерживало в ведении переговоров с бывшими владельцами, выделяло конфискованные у рабовладельцев земли в аренду сроком на три года с правом её выкупа в количестве до 40 акров.

## Избирательные права
Вопрос об избирательных правах бывших граждан Конфедерации был одним из важнейших в реконструкции. Во-первых, были приняты меры по ограничению избирательных прав побеждённых в войне, а во-вторых, в результате освобождения рабов на Юге появилось множество новых граждан, которым следовало предоставить избирательные права.
Наиболее радикальные республиканцы предлагали лишить всех бывших граждан Конфедерации избирательных прав сроком на пять лет, но в итоге Конгресс принял решение о временном лишении избирательных прав лишь военных и гражданских лидеров Конфедерации. Сколько граждан в результате было отстранено от голосования, точно не известно, по некоторым оценкам, от 10 до 15 тысяч.
Освобожденных рабов на Юге насчитывалось около 4 миллионов человек. Если бы все они получили избирательные права, то Юг получил бы дополнительные места в палате представителей Конгресса. Многие северяне выступали против такого решения, а некоторые северные штаты даже приняли законы, ограничивавшие в избирательных правах их собственное немногочисленное цветное население.
Президент Линкольн считал, что избирательные права следует предоставить не всем чернокожим, прежде всего — ветеранам войны и «самым интеллигентным» гражданским. В 1865 г. его преемник президент Джонсон рекомендовал губернатору штата Миссисипи: «Если бы вы могли расширить электорат на всех цветных, кто может прочитать Конституцию на английском языке и написать своё имя, и на всех, кто владеет недвижимостью на сумму не менее двухсот пятидесяти долларов (и следовательно, платит налоги), то наши политические противники [радикалы в Конгрессе] были бы обезоружены, вашему примеру могли бы последовать другие штаты».
Неграмотными настолько, что не могли прочитать Конституцию на английском языке и написать своё имя, были не только чернокожие, но и многие белые на Юге до войны. В Теннесси, Кентукки, Алабаме, Джорджии и Южной Каролине неграмотного населения было не менее 25 %, а в Северной Каролине — до 33 %. В то время, как в целом по стране неграмотных было не более 9 %, среди негров их доля составляла 70 %. В результате принятых мер к 1900 г. неграмотность была практически полностью ликвидирована.
Тем не менее, к 1867 году республиканцы провели законы, наделившие избирательными правами всё мужское население Юга. В период реконструкции около 1500 негров было избрано в местные органы власти южных штатов. Хотя это было существенно меньше их общей доли в населении Юга, их избранными представителями нередко были грамотные белые. Обсуждался также и вопрос об избирательных правах для женщин.
После завершения реконструкции в период с 1890 по 1908 год южные штаты ограничили избирательные права для цветных и беднейших слоёв белого населения, введя образовательные и имущественные цензы.

## Чёрные кодексы
После убийства президента Линкольна его преемник Эндрю Джонсон помиловал большинство сдавшихся мятежников-южан. Их даже не предали суду за государственную измену. Из всех лидеров Конфедерации лишь бывший президент Дэвис отсидел два года в тюрьме, и только один комендант тюрьмы южан, в которой содержались военнопленные северяне, был казнён через повешение за военные преступления. По решению президента Джонсона, плантаторам даже вернули земли, конфискованные у них во время войны. Когда южане вновь смогли выбирать местные органы самоуправления, они отказались признавать социальные перемены, произведённые реформами президента Линкольна, и приняли чёрные кодексы, почти полностью воспроизводившие действовавшие до войны законы о рабах. Лишь действия федерального бюро по делам освобождённых рабов вопреки позиции местных властей и судов предотвратили введение их в действие. Общественное мнение на Севере было возмущено и потребовало от правительства вмешательства и официальной отмены чёрных кодексов, что и было сделано специальным законом 1866 г.
При поддержке федерального бюро негры отказались и от действовавшей до войны системы организации труда на плантациях, добились от нанимателей семейного подряда и оплаты труда на основе испольщины. Тем не менее, бывшие рабы попали в жёсткую экономическую зависимость от землевладельцев, а кроме того, их положение усугублялось послевоенным спадом производства, падением мировых цен на хлопок, а также финансовой задолженностью и бедностью самих плантаторов, в которую они впали в результате войны и реконструкции, подорвавших их экономическое положение.
Чтобы держать бывших рабов в повиновении, белые южане сформировали тайные организации, чьи патрули терроризировали цветное население. По оценкам современников, ими были казнены без суда сотни людей.

Количество убийств и нападений на негров очень велико; мы можем сделать лишь приблизительные оценки того, что происходит в этой части Юга, где военных гарнизонов сравнительно мало, и от военных регулярных докладов о положении дел мы не получаем. Я сам могу лишь упомянуть, что в течение своего двухдневного пребывания в Атланте был свидетелем того, как один негр был заколот прямо на улице и ещё три отравлены, один из которых умер. Когда я был в Монтгомери, одному негру порезали горло с явным намерением убить, другого подстрелили, но оба выжили. Несколько газет, упоминавших об этих случаях, давали оценки количества убийств в данном месте за определённый период времени. Печальный факт в том, что совершивших эти акты насилия нельзя причислить к классу, который можно было бы назвать сбродом.Оригинальный текст (англ.)The number of murders and assaults perpetrated upon Negroes is very great; we can form only an approximative estimate of what is going on in those parts of the South which are not closely garrisoned, and from which no regular reports are received, by what occurs under the very eyes of our military authorities. As to my personal experience, I will only mention that during my two days sojourn at Atlanta, one Negro was stabbed with fatal effect on the street, and three were poisoned, one of whom died. While I was at Montgomery, one negro was cut across the throat evidently with intent to kill, and another was shot, but both escaped with their lives. Several papers attached to this report give an account of the number of capital cases that occurred at certain places during a certain period of time. It is a sad fact that the perpetration of those acts is not confined to that class of people which might be called the rabble.
— Carl Schurz, "Report on the Condition of the South", December 1865 (U.S. Senate Exec. Doc. No. 2, 39th Congress, 1st session).
Хотя президент Джонсон счёл реконструкцию законченной, как только южные штаты в 1865 г. ратифицировали тринадцатую поправку к Конституции США, сообщения о терроре на Юге и чёрных кодексах вынудили Конгресс отказаться принять в свой состав представителей с Юга. Федеральное бюро по делам освобождённых рабов должно было действовать лишь в течение года после окончания войны, но в 1866 г. Конгресс продлил его полномочия. Джонсон наложил вето на это решение, в ответ Конгресс отказался признавать реконструкцию законченной. Через несколько месяцев Конгресс сумел преодолеть вето президента и сформулировал собственную политику реконструкции.

## Радикальная реконструкция
Историки называют период, когда реконструкцию контролировал Конгресс, в котором преобладали радикальные республиканцы, радикальной реконструкцией. Вопреки позиции президента Джонсона, были приняты ещё две поправки к конституции США. Четырнадцатая поправка оговаривала условия предоставления гражданских прав жителям США, уравнивая в правах белых и цветных, а пятнадцатая поправка прямо запрещала лишать кого-либо избирательных прав на основании принадлежности к той или иной расе. Эти поправки во многом определили направление дальнейшего развития социальной структуры США, хотя полностью они стали соблюдаться лишь через сто лет.
В 1867 г. Конгресс ввёл на территории десяти бывших штатов Конфедерации управление военной администрацией, разбив их на пять военных округов (первый — Виргиния, второй — Северная и Южная Каролины, третий — Джорджия, Алабама и Флорида, четвёртый — Арканзас и Миссисипи, пятый — Луизиана и Техас). Следить за выполнением решений Конгресса обязали 20 тысяч солдат. Только штат Теннесси был вновь допущен в состав США и избежал радикальной реконструкции.
Одной из целей радикальной реконструкции было обеспечение избирательных прав небелого населения. Армия практически не принимала никаких насильственных мер, но фактически осуществляла на Юге режим военного положения, контролируя местные органы власти, выборы и защиту гражданских властей и освобождённых рабов от насилия со стороны секретных организаций рабовладельцев. Лишь после этого к 1870 г. представители южных штатов были наконец допущены в Конгресс, а в 1872 г. всех бывших лидеров Конфедерации, за исключением 500 высших, амнистировали.
На выборах 1868 г. победил кандидат республиканцев, герой Гражданской войны Улисс Грант, один из основателей бюро по делам освобождённых рабов и один из главных оппонентов Джонсона, поддерживавших радикальную реконструкцию. Для укрепления федеральной власти президент Грант создал Министерство юстиции США и ещё ряд органов, призванных усилить борьбу с Ку-клукс-кланом и другими секретными организациями Юга. Опираясь на специально принятые законы о защите прав избирателей, эти органы предали суду тысячи южан. Когда в 1871 г. Ку-клукс-клан развязал кампанию насилия в Южной Каролине, Грант направил туда дополнительные контингенты федеральных войск. Аналогично войска использовались, когда возникли подозрения в фальсификации выборов в Нью-Йорке, что вызвало бурную реакцию со стороны демократов. Эти скандалы подорвали доверие к Гранту со стороны избирателей и собственной республиканской партии. Кроме того, к 1870 г. республиканцы склонялись к мнению, что цели Гражданской войны были достигнуты и более насущными вопросами стали экономические и финансовые.
В эпоху реконструкции республиканцы взяли под свой контроль местные органы власти во всех южных штатах, кроме Виргинии. Они избрали в местные и федеральные органы власти множество негров. Из них 137 человек ранее проживали на Севере и перебрались на Юг после Гражданской войны, и, в отличие от большинства местного цветного населения, были грамотными; остальные были лидерами местных общин, нередко церковных.
| Расовая принадлежность делегатов конституционных собраний 1867 г. | Расовая принадлежность делегатов конституционных собраний 1867 г. | Расовая принадлежность делегатов конституционных собраний 1867 г. | Расовая принадлежность делегатов конституционных собраний 1867 г. | Расовая принадлежность делегатов конституционных собраний 1867 г. |
| Штат                                                              | Белые                                                             | Черные                                                            | % белых                                                           | Доля белого населения в штате (% на 1870 г.)                      |
| ----------------------------------------------------------------- | ----------------------------------------------------------------- | ----------------------------------------------------------------- | ----------------------------------------------------------------- | ----------------------------------------------------------------- |
| Виргиния                                                          | 80                                                                | 25                                                                | 76                                                                | 58                                                                |
| Северная Каролина                                                 | 107                                                               | 13                                                                | 89                                                                | 63                                                                |
| Южная Каролина                                                    | 48                                                                | 76                                                                | 39                                                                | 41                                                                |
| Джорджия                                                          | 133                                                               | 33                                                                | 80                                                                | 54                                                                |
| Флорида                                                           | 28                                                                | 18                                                                | 61                                                                | 51                                                                |
| Алабама                                                           | 92                                                                | 16                                                                | 85                                                                | 52                                                                |
| Миссисипи                                                         | 68                                                                | 17                                                                | 80                                                                | 46                                                                |
| Луизиана                                                          | 25                                                                | 44                                                                | 36                                                                | 50                                                                |
| Техас                                                             | 81                                                                | 9                                                                 | 90                                                                | 69                                                                |

Источник: Rhodes (1920) v 6 p. 199; по Арканзасу сведения отсутствуют.
В федеральные органы власти негры, как правило, избирали представителей из белого населения. Только среди представителей Южной Каролины из пяти конгрессменов четверо были неграми.
| Негры в органах власти в 1870—1876 гг.                                                                        | Негры в органах власти в 1870—1876 гг.   | Негры в органах власти в 1870—1876 гг. | Негры в органах власти в 1870—1876 гг. |
| Штат | Члены местного законодательного собрания | Сенаторы                               | Конгрессмены                           |
| --- | ---------------------------------------- | -------------------------------------- | -------------------------------------- |
| Алабама | 69                                       | 0                                      | 4                                      |
| Арканзас | 8                                        | 0                                      | 0                                      |
| Флорида | 30                                       | 0                                      | 1                                      |
| Джорджия | 41                                       | 0                                      | 1                                      |
| Луизиана | 87                                       | 0                                      | 1                                      |
| Миссисипи | 112                                      | 2                                      | 1                                      |
| Северная Каролина                                                                                             | 30                                       | 0                                      | 1                                      |
| Южная Каролина                                                                                                | 190                                      | 0                                      | 6                                      |
| Теннесси | 1                                        | 0                                      | 0                                      |
| Техас | 19                                       | 0                                      | 0                                      |
| Виргиния | 46                                       | 0                                      | 0                                      |
| Всего | 633                                      | 2                                      | 15                                     |
| См. E. Foner, Reconstruction: America’s unfinished revolution, 1863—1877 (NY: Harper & Row, 1988), pp. 354-5. |                                          |                                        |                                        |

## Экономические и социальные реформы
Некоторые историки считают, что освобождённые рабы имели склонности к приобретению образования, для чего в эпоху радикальной реконструкции были предприняты меры по введению всеобщего начального образования. Часть рабов училась читать у белых ещё до Гражданской войны, когда учиться в школах им было запрещено. Ещё до конца войны негры организовывали свои школы, кроме того, грамоте обучали в церковно-приходских школах. После войны проблемы образования обсуждали на конституционных собраниях южных штатов. Повсеместно, кроме Нового Орлеана, была создана система государственных школ с сегрегацией по расовому признаку. Начальные и изредка средние школы появились почти в каждом городе, но городов на Юге было мало. В сельской местности школы обычно устраивались в помещениях из одной комнаты, в которой плохо оплачиваемый педагог обучал около половины местных детей. Тем не менее, по мнению консерваторов, система образования была слишком дорогой для разорённых войной регионов Юга, а средства на поддержку системы образования на Юге из федеральной казны не выделялись до 1890 г. Ещё одной проблемой было отсутствие учителей из негритянской среды. Специально для их обучения были созданы государственные колледжи, в частности, Университет штата имени Алкорна в Миссисипи.
Для вывода Юга из изоляции и послевоенной разрухи каждый южный штат в эпоху реконструкции предпринимал усилия по строительству железных дорог, но миллионы долларов, собранных путём займов и субсидий, были разворованы. Только один из аферистов в Северной Каролине потратил на взятки представителям местных властей 200 тысяч долларов, после чего получил миллионы из казны штата и использовал их для биржевых спекуляций и поездок в Европу. Чтобы финансировать образование и транспорт, налоги на Юге в этот период были увеличены в среднем в четыре раза. Южане не имели длительной исторической традиции использования общественных средств для нужд образования и инфраструктуры, как это делали на Севере, и до войны налоги здесь были низкими. Тем не менее, общая длина железных дорог на Юге, строительство которых началось в эпоху реконструкции, выросла с 11 тыс. миль (17,700 km) в 1870 г. до 29 тыс. миль (46,700 km) в 1890 г. Владельцами этих железных дорог и их управляющими были преимущественно северяне.
Основным источником доходов государственного бюджета в США является налог на недвижимость. До Гражданской войны налоги на Юге были низкими, в частности, и потому, что землевладельцы имели право самостоятельно оценивать свои земли. В основном источником налогообложения здесь были налоги с продаж, в том числе продаж рабов. Кроме того, налогообложению подлежали граждане, имевшие право голоса, в связи с чем бедняки старались избегать участия в голосованиях — достаточно было лишь не участвовать в выборах, и можно было не платить налоги. При послевоенной системе налогообложения за неуплату налогов недвижимость конфисковывалась, что вынудило владельцев земель, не дававших доходов, достаточных для выплаты налогов на недвижимость, распродавать свои владения. Лишение крупных землевладельцев их собственности в эпоху реконструкции приводило к выступлениям против повышенного налогообложения.

## Реакция белого населения Юга
Как предоставление бывшим рабам политической и военной власти, так и повышение налогообложения и разорение прежде богатых землевладельцев приводило последних в ярость. Они проводили параллели между завоеванием Юга северянами и войнами США с Британией, обвиняли федеральные власти в тирании и коррупции, и к их мнению присоединилось большинство белых южан. На Юге появилось множество новых нелегальных политических партий и групп, провоцировавших межрасовые конфликты (прежде всего Ку-клукс-клан). Их сторонники утверждали, что такие организации «успокаивают негров, обеспечивают безопасность жизни и имущества, защищают женщин, останавливают поджигателей, заставляют радикальных лидеров быть умереннее, а негров — лучше работать, вынуждают худших лидеров радикалов покидать регион и возвращают белым чувство своего политического превосходства». При этом они признавали, что в их организациях присутствуют элементы, которые «используют их как прикрытие для неприглядных дел.., и обычаи линчевания сложились в условиях, социальных и юридических, эпохи реконструкции».

Ярость, направленная на бывших рабов на Юге, была велика. Их страдания были безмерны. Но белые тоже были жертвами беззаконного насилия, причем во всех регионах страны, как на Севере, так и в бывших «мятежных» штатах. Ни одна политическая кампания не обходилась без обмена пулями, без челюстей, сломанных палками и камнями, без стрельбы завсегдатаев враждующих клубов. Республиканцы устраивали марши по улицам Филадельфии с револьверными выстрелами и киданием кирпичами, чтобы спасти негров Алабамы от насилия «мятежников»… Целью проекта сделать чернокожих избирателями был не столько их подъём по социальной лестнице, сколько наказание белого населения Юга — захват власти радикалами и её удержание на длительное время как на Юге, так и во всей стране.Оригинальный текст (англ.)Outrages upon the former slaves in the South there were in plenty. Their sufferings were many. But white men, too, were victims of lawless violence, and in all portions of the North and the late "rebel" states. Not a political campaign passed without the exchange of bullets, the breaking of skulls with sticks and stones, the firing of rival club-houses. Republican clubs marched the streets of Philadelphia, amid revolver shots and brickbats, to save the negroes from the "rebel" savages in Alabama... The project to make voters out of black men was not so much for their social elevation as for the further punishment of the Southern white people—for the capture of offices for Radical scamps and the entrenchment of the Radical party in power for a long time to come in the South and in the country at large.
— 
Только во время одного из столкновений в Луизиане между вооружёнными отрядами чёрных и белых 13 апреля 1873 г., в пасхальное воскресенье, погибло от 120 до 150 негров, трое белых, и ещё 50 белых было заключено в тюрьму.
К 1870 г. демократы Юга сменили тактику и в интересах борьбы за голоса избирателей заключили союз с частью республиканцев, недовольных политикой президента Гранта, сосредоточившись на экономических проблемах. В результате Демократическая партия была вновь допущена к власти сначала в Виргинии и Теннесси, а затем и в большинстве других южных штатов. В Северной Каролине демократы даже добились импичмента губернатора-республиканца и освобождения заключённых им в тюрьму членов Ку-клукс-клана. Экономический кризис 1873 г. также способствовал снижению политического влияния Республиканской партии. Многие негритянские лидеры предпочли укреплять своё положение за счёт союза с элитой южного общества, а не бороться с ней, и искали мирного решения межрасовых противоречий. К их числу, в частности, относят известного чёрного просветителя Букера Вашингтона. В 1874 г. республиканцы проиграли выборы в Конгресс, и демократы получили большинство в палате представителей. Их успеху способствовал и углублявшийся раскол в Республиканской партии, между отдельными фракциями которой доходило до вооружённых столкновений. Так в том же 1874 г. во время выборов губернатора Арканзаса оба кандидата, принадлежавших к разным фракциям Республиканской партии, обвинили друг друга в фальсификациях и устроили локальную войну между своими вооружёнными сторонниками, вошедшую в историю как «война Брукса и Бакстера»).
Ряд полувоенных организаций белых южан с 1874 г. действовал уже открыто. Среди них наиболее известна «Белая лига», многими считавшаяся «военным крылом демократической партии». Среди её акций — убийство шести республиканских членов местных органов власти и до двадцати чёрных свидетелей в Луизиане и попытка отстранения от власти республиканского губернатора Луизианы, пресечённая федеральной армией. Аналогичная организация «Красные рубашки» действовала на территории ряда других штатов. Во время выборов 1875 г. «Красные рубашки» перестреляли или запугали в штате Миссисипи столько республиканцев, что обеспечили победу демократов. Не дождавшийся поддержки федеральной армии, республиканский губернатор штата спасся бегством. Аналогичной атаке республиканцы подверглись в 1876 г. в штатах Луизиана, Флорида, Северная и Южная Каролины. Только в Южной Каролине предвыборная кампания 1876 г. была отмечена убийством около 150 негров и отказом большинства населения двух графств участвовать в выборах.
В то же время на федеральном уровне демократы были согласны с республиканцами в том, что ни южный сепаратизм, ни рабовладение более никогда не должны возродиться и, следовательно, цели Гражданской войны достигнуты, а в дальнейших действиях федеральной армии в мирное время нет необходимости.

## Выборы 1876 г. и Компромисс 1877 г
Во время предвыборной кампании 1876 г. расистские организации Юга вновь терроризировали республиканцев и их сторонников. Итоги президентских выборов оказались спорными, кандидаты демократов и республиканцев набрали почти одинаковое количество голосов. Чтобы избежать раскола нации и новой гражданской войны, в начале следующего 1877 г. демократы договорились с республиканцами признать победу их кандидата в обмен на вывод федеральных войск с территории Юга. Так новым президентом США стал Ратерфорд Хейс. На момент его инаугурации демократы и их вооружённые сторонники уже контролировали все южные штаты. Волнения происходили даже в Вашингтоне, куда во время инаугурации были введены войска. Чернокожие считали, что реконструкция провалилась, и их гражданские права ничем не обеспечены. Поскольку вывод войск с Юга означал, что у федерального правительства не будет военных средств для проведения политики реконструкции, фактически Компромисс 1877 г. означал её конец.
Выполняя условия Компромисса, президент Хейс 4 марта 1877 г. приказал начать вывод войск из столиц южных штатов (на тот момент они оставались только в Луизиане и Южной Каролине). К 1879 г. тысячи негров покинули территорию Юга и мигрировали в Канзас. Тем не менее, в некоторых регионах (например, в Виргинии) представители чёрной расы сохранили определённое участие в политической жизни. Кроме вывода войск, пост генерального почтмейстера в своей администрации Хейс отдал представителю Демократической партии. В дополнение к большинству в палате представителей, демократы получили также большинство в сенате и контролировали теперь весь Конгресс.